# Petrikovce
Petrikovce est un village de Slovaquie situé dans la région de Košice.

## Histoire
Première mention écrite du village en 1411.

## Démographie

### Évolution de la population
| Année:               | 1994. | 2004.   | 2014.    | 2024.    |
| -------------------- | ----- | ------- | -------- | -------- |
| Nombre de personnes: | 214   | 216     | 183      | 202      |
| Différence:          |       | +0,93 % | -15,27 % | +10,38 % |

| Année:               | 2023. | 2024.   |
| -------------------- | ----- | ------- |
| Nombre de personnes: | 203   | 202     |
| Différence:          |       | -0,49 % |

## Politique
| Nom            | Parti politique | Date de l'élection | Fin du mandat |
| -------------- | --------------- | ------------------ | ------------- |
| Mária Vadasová | ĽS-HZDS,KDH     | 02.12.2006         | Déc. 2010     |